# Anna Maria Antigó

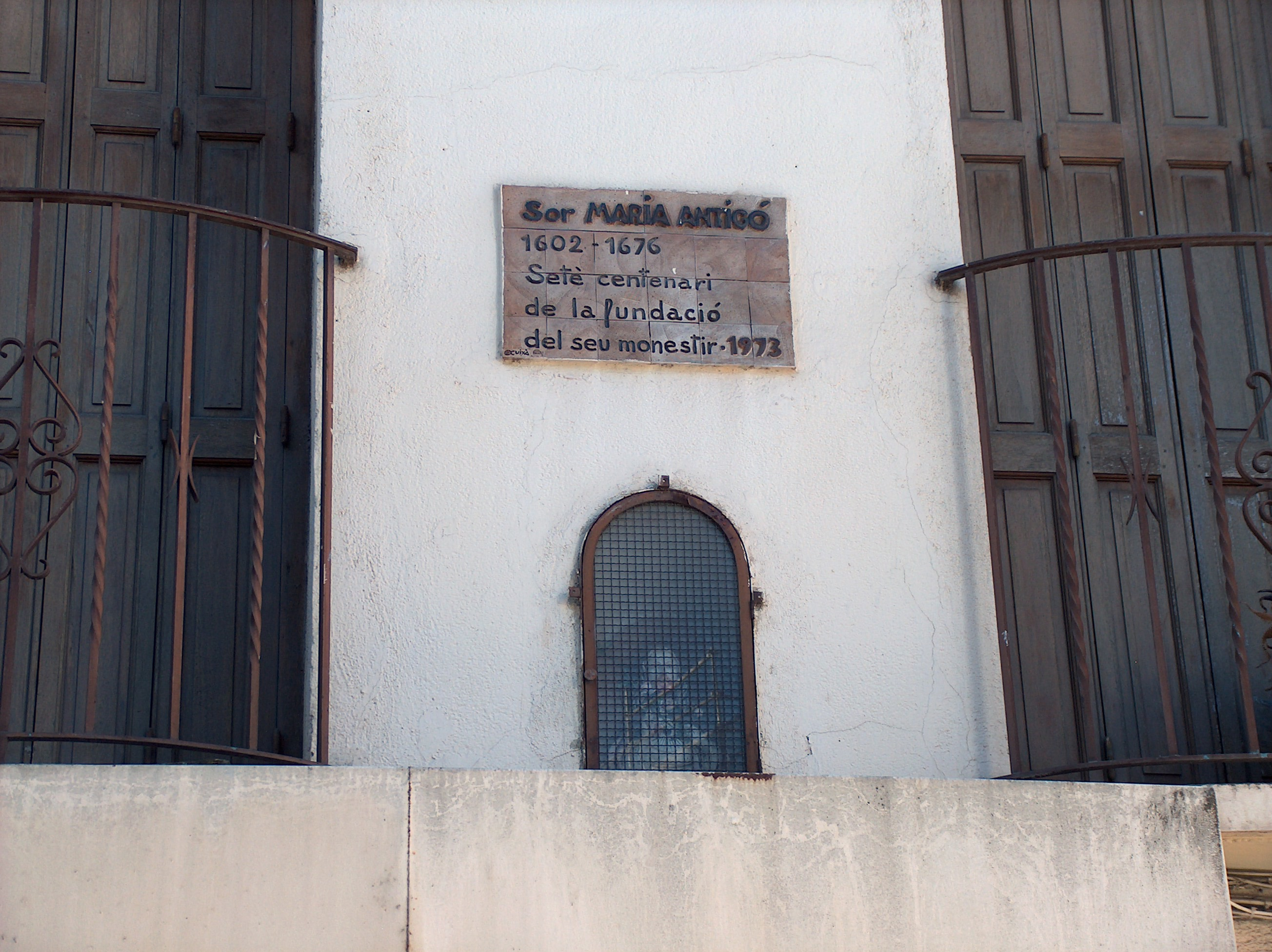
Placa i capelleta en record d'Anna Maria Antigó a Perpinyà

Anna Maria Antigó   (Perpinyà, 19 de gener de 1602 - Perpinyà, 28 de setembre de 1676) era una monja clarissa, reformadora del seu convent. És venerada com a venerable per l'Església catòlica, però popularment és coneguda com a beata Anna Maria Antigó, tot i que no ha estat oficialment beatificada.

## Vida
Anna havia nascut a Perpinyà en 1602, a la parròquia de Sant Jaume. Era filla de l'adroguer Miquel Antigó i de Marcel·lina Pujol. Va ingressar al convent de Santa Clara, de monges clarisses, el 1621, on va destacar per la seva virtut i el fervor de les seves penitències. El 30 de març de 1645 en va ser elegida abadessa.
El 10 de novembre de 1652, el governador del Rosselló nomenat per Lluís XIV, el lleidatà col·laboracionista Francesc de Segarra, va desterrar a Barcelona vint religioses, entre les quals Anna Maria, per "sentiments antifrancesos". Van instal·lar-se al convent de Santa Elisabet, on es van exiliar més de vuit anys. Arran de la signatura del Tractat dels Pirineus en 1659, Lluís XIV va indultar-la i va poder tornar-hi l'any següent tot i la negativa frontal del governador Segarra, que no la hi volia de cap manera però que va haver de claudicar per la intervenció del Papa Alexandre VII.
En ocasió d'una visita que va fer, el 10 d'abril de 1660, la reina Anna d'Àustria al convent de Santa Clara de Perpinyà, l'abadessa li demanà l'amnistia per a les religioses encara exiliades, favor que obtingué. Així, el 25 de maig d'aquell any la mare Antigó i les seves companyes van poder tornar al convent perpinyanenc.
Amb la comunitat un altre pic rejuntada, afrontarà l'ocupació francesa intentant mantenir la llengua i la cultura catalanes al si de la comunitat, a més del fervor catòlic i els costums locals. El 1664 és nomenada de nou abadessa.
Acompanyada de la germana Coronat i del suport de quinze germanes més, varen demanar al Papa sostreure el convent de l'obediència franciscana i fer-lo passar a dependre de l'autoritat de la Diòcesi d'Elna. Un dels arguments arguïts per les "reformadores" és que els confessors que enviava la província franciscana no rebien les confessions en català i elles es negaven a rebre confessors que no parlessin català. Probablement es tracta d'un pretext, però això és ben important, sobretot en el context d'annexió i d'afrancesament del Rosselló. I tot i el conflicte que això va causar, el Papa Alexandre VII va resoldre accedir, el 1.666, a la seva petició, i encara va tornar a ser nomenada abadessa per tres anys més.
Va reformar la comunitat, seguint rigorosament la regla de l'orde, i va mantenir la vida conventual més estricta fins al darrer moment.
Va morir el 28 de setembre de 1676, envoltada en una gran popularitat i estima i també ja d'una certa veneració, com ho demostra la seva sepultura, ja que no es va fer a un panteó comú, sinó en un nínxol particular. Això evidencia, com a mínim en el si de la comunitat, una certa adoració cap a una dona a la que ja se li atribuïen accions miraculoses.

## Veneració
Cinquanta-cinc anys després de la seva mort, el 1731, el cos d'Anna Maria Antigó va ser trobat incorrupte, cosa que va fer augmentar la seva aura popular. Dipositat a l'església del convent de Santa Clara la Reial de la Passió, el seu cos va ser examinat després, tant el 1771 com el 1805 i sempre va trobar-se en un bon estat de conservació; per tant no és d'estranyar que anés augmentant la devoció cap a ella. És ja a mitjans del segle xix, quan se li atribueixen guaricions miraculoses que fan que el 1842, el cos de la monja fos traslladat al convent de les clarisses i, el 1878, al nou convent de Santa Clara, al barri del Vernet, on encara avui reposa en una urna de vidre.
Van atribuir-se a la seva intercessió nombrosos miracles, però cap no va ésser provat. El 1910 la causa de la seva beatificació va quedar interrompuda i no s'ha tornat a iniciar. No obstant això, és coneguda per la gent com a beata.